# زملاء سلون
يعتبر برنامج زملاء سلون هو أول برنامج تعليمي في العالم يقدم لأصحاب المهن المتوسطة والعليا لِدراسة الماجستير في الإدارة العامة والقيادة. حيث كان في البداية مدعوماً بمنحة مقدمة من ألفريد بي سلون، الرئيس التنفيذي الراحل لشركة جنرال موتورز إلى جامعته معهد ماساتشوستس للتكنولوجيا. وقد تم تأسيس البرنامج في عام 1930 في كلية سلون للإدارة التابعة لِمعهد ماساتشوستس للتكنولوجيا. ثم تم توسيع نطاق هذه المدرسة لتشمل كلية ستانفورد للدراسات العليا للأعمال (1957)، وكلية لندن للأعمال (1968). وهو يعتبر من أكثر برامج التدريب الإداري رقياً في العالم، ويستهدف القادة ذوي الخبرة الذين أظهروا نجاحهم سواء داخل المنظمات أو بشكل مستقل كَرواد أعمال. ومن أبرز الخريجين كوفي عنان، الأمين العام السابق لِلأمم المتحدة والحائز على جائزة نوبل للسلام (MIT، '72)، وجون براون، وبارون براون من مادينجلي، والرئيس السابق لشركة بريتيش بتروليم بي بي ورئيسها التنفيذي وعضو مجلس اللوردات البريطاني (ستانفورد، 81')، وكارلي فيورينا، الرئيس التنفيذي السابق لشركة هيوليت-باكارد (MIT، '89).

## نظرة تاريخية
تم إنشاء برنامج الزملاء سلون في كلية سلون للإدارة في معهد ماساتشوستس للتكنولوجيا في عام 1930، من قبل ألفريد بي سلون، رئيس شركة جنرال موتورز من عام 1937 إلى عام 1956، الذي تصور برنامج الزمالة سلون كوسيلة لتطوير «المدير المثالي».
ويُعد برنامج زملاء سلون هو أول برنامج تعليمي للإدارة العامة والقيادة في العالم للمُديرين ذوي الخبرة المهنية المتوسطة.
وفي العقود اللاحقة، تم توسيع البرنامج ليشمل ماجستير سلون في كلية الدراسات العليا للأعمال في جامعة ستانفورد 
(1957) وماجستير سلون في كلية لندن للأعمال (1968).وفي عام 2013، غيرت جامعة ستانفورد اسم برنامج الزملاء سلون إلى ستانفورد MSX (ماجستير العلوم في الإدارة للقادة ذوي الخبرة)، على الرغم من أن المشاركين في البرنامج ما زالوا زملاء من جامعة ستانفورد سلون.

## الأكاديميون
يضم برنامج زملاء سلون مزيجاً من المرشحين الذين يدرسون على نفقتهم الخاصة. حيث يلزم توفر درجة كبيرة من الخبرة للالتحاق في كل من الكليات الثلاث جميعها.كما يصف الخريجون البرنامج بأنه «تحويلي»، تماشيًا مع رؤية ألفريد بي سلون الأصلية المتمثلة في إعداد مديرين بارعين للمناصب القيادية العليا للأعمال، وإطلاق مشاريع تجارية ناجحة بشكل متزايد.
يتم تقديم برنامج زملاء سلون بدوام كامل خلال فترة 12 إلى 14 شهرا، اعتماداً على المواد الاختيارية. كما تقدم كلية لندن للأعمال ومعهد ماساتشوستس للتكنولوجيا سلون أطروحة بحث اختيارية.
يدرك البرنامج أهمية تطوير الكفاءة القيادية والإدارية لزملاء سلون. و على هذا النحو، بالإضافة إلى منهج ماجستير إدارة الأعمال القياسي لدورات الإدارة، حيث يحتوي برنامج سلون على عنصر قوي و هو التطوير الشخصي فهو مصمم لتطوير قدرات القيادة والتفكير الاستراتيجي لدى زملاء سلون. كما أن برنامج ماجستير سلون في كلية لندن للأعمال هو برنامج متخصص يركز على الإستراتيجية والقيادة وتوفير الدعم المكثف لزملاء سلون من أجل دعم وتنمية شخصيتهم.

## القبول الأكاديمي
يتم القبول في برنامج زملاء سلون بطريقة انتقائية عالية للغالية، ففي كلية سلون للإدارة التابعة لمعهد ماساتشوستس للتكنولوجيا ، يحتاج مقدم الطلب المرتقب إلى إبداء الاهتمام و التسجيل أولاً من خلال موقع البرنامج على شبكة الإنترنت و تحميل السيرة الذاتية. وبعد الفحص الأولي، يقوم أحد أعضاء لجنة القبول بالاتصال بمقدم الطلب المسجل لتحديد موعد المقابلة الهاتفية لمدة 30 دقيقة. ويُدعى مقدمو الطلبات المحتملون لزيارة البرنامج في كامبريدج، ماساتشوسيتس وذلك للقيام بزيارات على مستوى الدُّفعة، وللالتقاء بالطلاب الحاليين ومقابلة موظفي البرنامج.
بعد الفحص الأولي، يقدم المتقدمون طلباً رسمياً يتضمن النسخ الرسمية المسجلة من الدراسة الجامعية، وتقرير درجة اختبار جيمات GMAT أو
جي آر إي GRE، ورسائل التوصية، والمقالات الشخصية. ويتم فحص الطلبات التي يتم تلقيها من قبل لجنة القبول، ويتم دعوة المتقدمين المختارين لإجراء مقابلة رسمية حول القبول، والتي تعقد عادة في الحرم الجامعي، أو من خلال مؤتمر فيديو للطلاب الدوليين. وبعد المقابلة، يتم اتخاذ قرارات القبول ويتم إخطار المتقدمين. وهذه العملية تتكرر ثلاث مرات لثلاث جولات من المواعيد النهائية لتقديم الطلبات.

## مقارنة برامج إدارة الأعمال التقليدية ذات الدوام الكامل
|                            | أفضل 10 برامج ماجستير نموذجية في إدارة الأعمال | برنامج زملاء سلون                                       |
| -------------------------- | ---------------------------------------------- | ------------------------------------------------------- |
| المدة الزمنية              | دوام كامل، سنتان                               | دوام كامل، سنة واحدة                                    |
| متوسط خبرة العمل           | 4 سنوات                                        | 13 سنة، 8 سنوات كحد أدنى                                |
| متوسط العمر (80٪)          | 25 - 30                                        | 30-40                                                   |
| الطلاب الدوليين            | ~٪40                                           | ~٪60                                                    |
| حجم الصف                   | بين 400 و 1000                                 | بين 60 و 110                                            |
| الدرجة العلمية             | ماجستير في إدارة الأعمال                       | ماجستير في الإدارة (أو ماجستير في إدارة الأعمال من MIT) |
| GMAT / GRE                 | مطلوب                                          | مطلوب (في ستانفورد و MIT علامة GMAT ~ 715)              |
| خبرة العمل تؤثر على القبول | متوسط                                          | عالي                                                    |

## الاختلافات بين معهد ماساتشوستس للتكنولوجيا وكلية ستانفورد وكلية لندن للأعمال
|                       | كلية سلون للإدارة التابعة لمعهد ماساتشوستس للتكنولوجيا            | كلية الدراسات العليا للأعمال في جامعة ستانفورد | كلية لندن للأعمال               |
| --------------------- | ----------------------------------------------------------------- | ---------------------------------------------- | ------------------------------- |
| سنة التأسيس           | 1930                                                              | 1957                                           | 1968                            |
| الحد الأدنى من الخبرة | 10 سنوات                                                          | 8 سنوات                                        | 15 سنة                          |
| متوسط الخبرة          | 14 سنة                                                            | 12 سنة                                         | 18 سنة                          |
| حجم الصف              | ~110                                                              | ~80                                            | ~60                             |
| جوازات السفر          | ~35                                                               | ~30                                            | ~25                             |
| الرسوم الدراسية       | $136,135                                                          | $132,900                                       | £74,000                         |
| الدرجة العلمية        | ماجستير في إدارة الأعمال أو ماجستير في إدارة أو إدارة التكنولوجيا | ماجستير في الإدارة (MSM)                       | ماجستير في القيادة والاسترتيجية |

## الدرجات العلمية
قد يختار زملاء سلون في معهد ماساتشوستس للتكنولوجيا سلون ماجستير في إدارة الأعمال أو ماجستير العلوم في الإدارة أو ماجستير العلوم في إدارة التكنولوجيا. وقد تم منح زملاء سلون في كلية لندن للأعمال وكلية ستانفورد للدراسات العليا للأعمال درجة الماجستير في العلوم.

## الخريجون البارزون
من بين خريجي زملاء سلون البارزين في كلية سلون للإدارة في معهد ماساتشوستس للتكنولوجيا:
- اف. دوان أكرمان (SF '78)، رئيس مجلس الإدارة والرئيس التنفيذي السابق لشركة بيل ساوث (BellSouth)
- ثاد ألين، القائد السابق لخفر السواحل الأمريكي
- كوفي عنان (SF '72)، الأمين العام السابق للأمم المتحدة والحائز على جائزة نوبل للسلام عام 2001
- ميغان جيه برينان (SF'03)، المدير العام رقم 74 للبريد بالولايات المتحدة ، والرئيس التنفيذي للخدمات البريدية في الولايات المتحدة
- باتريك آر دوناهو (SF'93) المدير العام رقم 73 للبريد بالولايات المتحدة، والرئيس التنفيذي للخدمات البريدية في الولايات المتحدة
- جون إي بوتر (SF'95)، المدير العام رقم 72 للبريد بالولايات المتحدة، والرئيس التنفيذي للخدمات البريدية للولايات المتحدة
- تشان تشون سينغ (SF '05)، الوزير في مكتب رئيس الوزراء والأمين العام للمؤتمر الوطني لنقابات العمال، سنغافورة
- كولبي تشاندلر، رئيس مجلس الإدارة والرئيس التنفيذي السابق لشركة كوداك (Kodak)
- فيليب إم كونديت (SF '75)، رئيس مجلس الإدارة والرئيس التنفيذي السابق لشركة بوينغ (Boeing)
- كارلي فيورينا، الرئيس التنفيذي السابق لشركة هيوليت-باكارد (Hewlett-Packard)
- دونالد في فايتس(SF '71)، رئيس مجلس الإدارة والرئيس التنفيذي السابق لشركة كاتر بيلر إنك (Caterpillar Inc)
- ويليام كلاي فورد الابن (SF '84)، رئيس شركة فورد موتورز (Ford Motors)
- جيمس سي فوستر (SF '85)، رئيس مجلس الإدارة والرئيس التنفيذي لمختبرات تشارلز ريفر Charles River) (Laboratories
- غان سيو هوانغ (SF '10)، أول جنرال سنغافوري
- بروس اس جوردن (SF '88) الرئيس والمدير التنفيذي السابق لـلجمعية الوطنية للنهوض بالملونين (NAACP)
- دانيال هيس، الرئيس والمدير التنفيذي لشركة سبرينت نيكستيل (Sprint Nextel)
- روبرت هورتون (SF '71)، رجل أعمال بريطاني ورئيس سابق ومدير تنفيذي لشركة بي بي (BP)
- روبرت لورانس كون (SF '80)، خبير في الصين ، ومخطط استراتيجي للشركات، ومفكر عام
- نبيل مكارم (SF '85)، وزير البيئة السابق في إندونيسيا
- آلان مولالي (SF '82)، الرئيس السابق والمدير التنفيذي لشركة فورد موتورز (Ford Motor)
- عبد اللطيف بن أحمد العثمان (98)، محافظ الهيئة العامة للاستثمار بِالمملكة العربية السعودية (SAGIA)
- ويليام إي بورتر William A. Porter، أحد مؤسسي شركة إي تريد (E * TRADE)
- جيرهارد شولماير، الرئيس السابق والمدير التنفيذي لشركة سيمنز (Siemens)
- كيجي تاتشيكاوا (SF '78)، رئيس الوكالة اليابانية لاستكشاف الفضاء
- جون دبليو طومسون (SF '83)، رئيس شركة سيمانتك (Symantec)
- رون ويليامز (SF '84)، الرئيس التنفيذي ورئيس مجلس إدارة شركة ايتنا (Aetna)

من بين أبرز خريجي زملاء سلون في جامعة ستانفورد MSx :
- ويليام إميليو (MS '89)، الرئيس والمدير التنفيذي لمجموعة لينوفو(Lenovo Group) (الصين)
- سكوت برادي (MS '00)، المؤسس والرئيس التنفيذي لشركة فايبر تور آند سلايس (Fiber Tower and Slice) (الولايات المتحدة)
- اللورد جون براون من (Madingley (MS '81، رئيس مجلس الإدارة والرئيس التنفيذي لشركة بي بي BP ، عضو مجلس اللوردات البريطاني (المملكة المتحدة)
- السير هوارد ديفيز (MS '80) ، مدير كلية لندن للاقتصاد ونائب محافظ بنك إنجلترا (المملكة المتحدة)
- بول دينيف (MS '10)، الرئيس التنفيذي إيف سان لوران (Yves Saint Laurent) (فرنسا)
- توماس فولك (MS '89) ، رئيس مجلس الإدارة والرئيس والمدير التنفيذي لِشركة كيمبرلي كلارك (الولايات المتحدة)
- الدكتور كريس جيبسون سميث (MS '85) ، رئيس مجلس إدارة بورصة لندن (المملكة المتحدة)
- آلان جايلز (MS '88)، الرئيس التنفيذي لشركة اتش إم في (HMV) (المملكة المتحدة)
- كارل سليم (MS)، الرئيس التنفيذي لشركة تاتا موتورز (المملكة المتحدة)
- العميد لي هسين يانغ (MS '80)، الرئيس التنفيذي لشركة سينغتيل (Singtel) (سنغافورة)
- حضرة ريجينا إيب (MS '87)، وزيرة الأمن في حكومة هونغ كونغ
- روبرت جوس (MS '66)، الرئيس التنفيذي لبنكويستباك Westpac Bank (أستراليا)، وعميد كلية ستانفورد للدراسات العليا للأعمال (الولايات المتحدة)
- السير ديريك موغان (MS '78)، العضو المنتدب ورئيس مجلس الإدارة لشركة كي كي آر آشيا (KKR Asia)، والرئيس التنفيذي السابق لشركة سيتي جروب الدولية Citigroup) (International (الولايات المتحدة)
- السير كالوم مكارثي (MS '82)، رئيس هيئة الخدمات المالية (المملكة المتحدة)
- هانك ماكينيل (MS '68)، رئيس مجلس الإدارة والرئيس التنفيذي لشركة فايزر Pfizer (الولايات المتحدة)
- دانيال نوفيجيل (MS '84) ، الرئيس التنفيذي لشركة تيرنيوم (Ternium) (الأرجنتين)
- جون روبرت بورتر (MS '81) ، رئيس مجلس إدارة مجموعة تيلوس Telos) (Group (بلجيكا)
- مارك بيجوت (MS '95) ، رئيس مجلس الإدارة والرئيس التنفيذي لِ باكار Paccar (الولايات المتحدة)
- فرانك شورتز (1970)، رئيس مجلس إدارة شركة بوينج (Boeing) (الولايات المتحدة)

من أبرز خريجي كلية لندن للأعمال (زملاء سلون):
- ماري كورنوك-كوك OBE SLN2002، الرئيس التنفيذي لخدمة قبول الجامعات والكليات
- جيتش جاديا SLN2000 كبير مستشاري مجموعة بلاك ستون (Blackstone)